# Stjäla pinnar
Stjäla pinnar eller Flagg är en lek som utövas mellan två lag med cirka 5-10 deltagare i varje. 
Spelplanen bör vara en gräsmatta, men måtten kan variera beroende på antalet deltagare och ålder på dessa. Lagen tilldelas varsin planhalva markerat med en mittlinje, exempelvis en trädgårdsslang. Varsitt "fängelse" markeras längst bak på planhalvan och varsin hög med "pinnar" (flaggor eller dylikt) placeras i mitten på planhalvan ungefär 1,5 meter från mittlinjen. 

## Spelets gång
Innan leken börjar ställer deltagarna upp på valfri plats på den egna spelplanen. Uppgiften för lagen är att springa över till motståndarnas pinnhög och stjäla en pinne. Mittlinjen fungerar som en offsidelinje, där deltagare som befinner sig på motståndarnas planhalva kan bli lackade/pjättade och placerade i fängelse.
För att befria en deltagare ur fängelset löper en lagkamrat över mittlinjen och griper tag i "fången". Detta utan att själv bli tagen av motståndarlaget. Omedelbart efter "befrielsen" kan båda deltagarna gå tillbaks till sin egen planhalva utan att kunna bli tagna.